# Танна

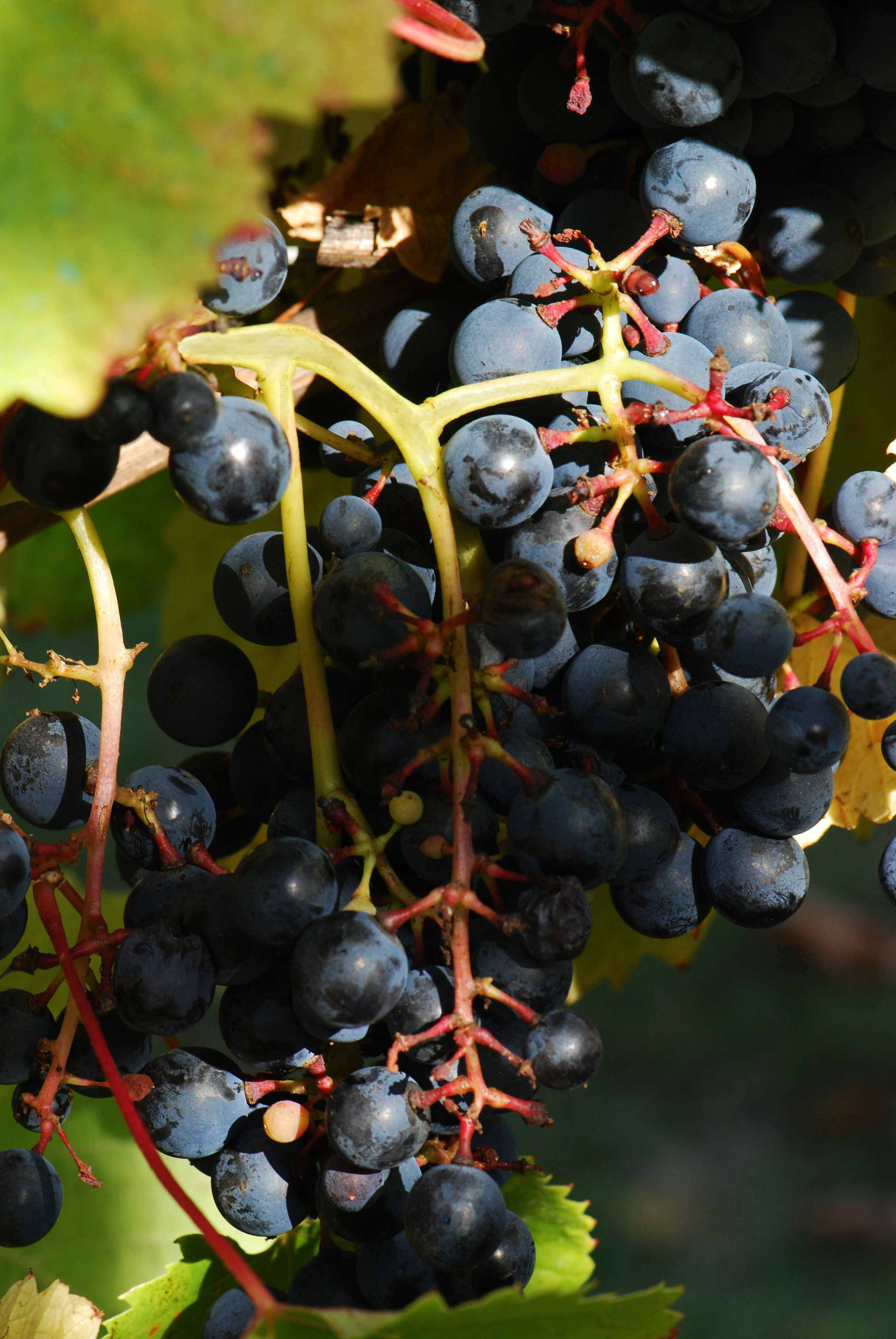
Танна

Танна̀ (фр. Tannat) — насичений таніний червоний сорт винограду, підвид виду Виноград культурний (Vitis vinifera).

## Походження
Сорт походить з південного заходу Франції, з регіону Мадіран, де він є знаковим для місцевих вин.

## Розповсюдження
Основною і традиційною зоною культивації Танна є Мадіран. В межах Європи сорт також можна знайти в інших французьких регіонах з сильним баскським впливом — Ірулегюї, Турзан і Беарн, а також в невеликих кількостях в Італії та Іспанії. У 19 сторіччі баскські переселенці перевезли Танна до Уругваю, де він зараз вважається «національним сортом».
Площі виноградників Танна у Франції досить невеликі (близько 2300 га) та постійно скорочуються, оскільки споживачі віддають перевагу більш «фруктовим» винам на основі Мерло, Сіра та іншим.
Натомість Танна швидко поширюється у Південній Америці, де він стає помітним у Бразилії, Аргентині та Чилі.

## Стилі вина

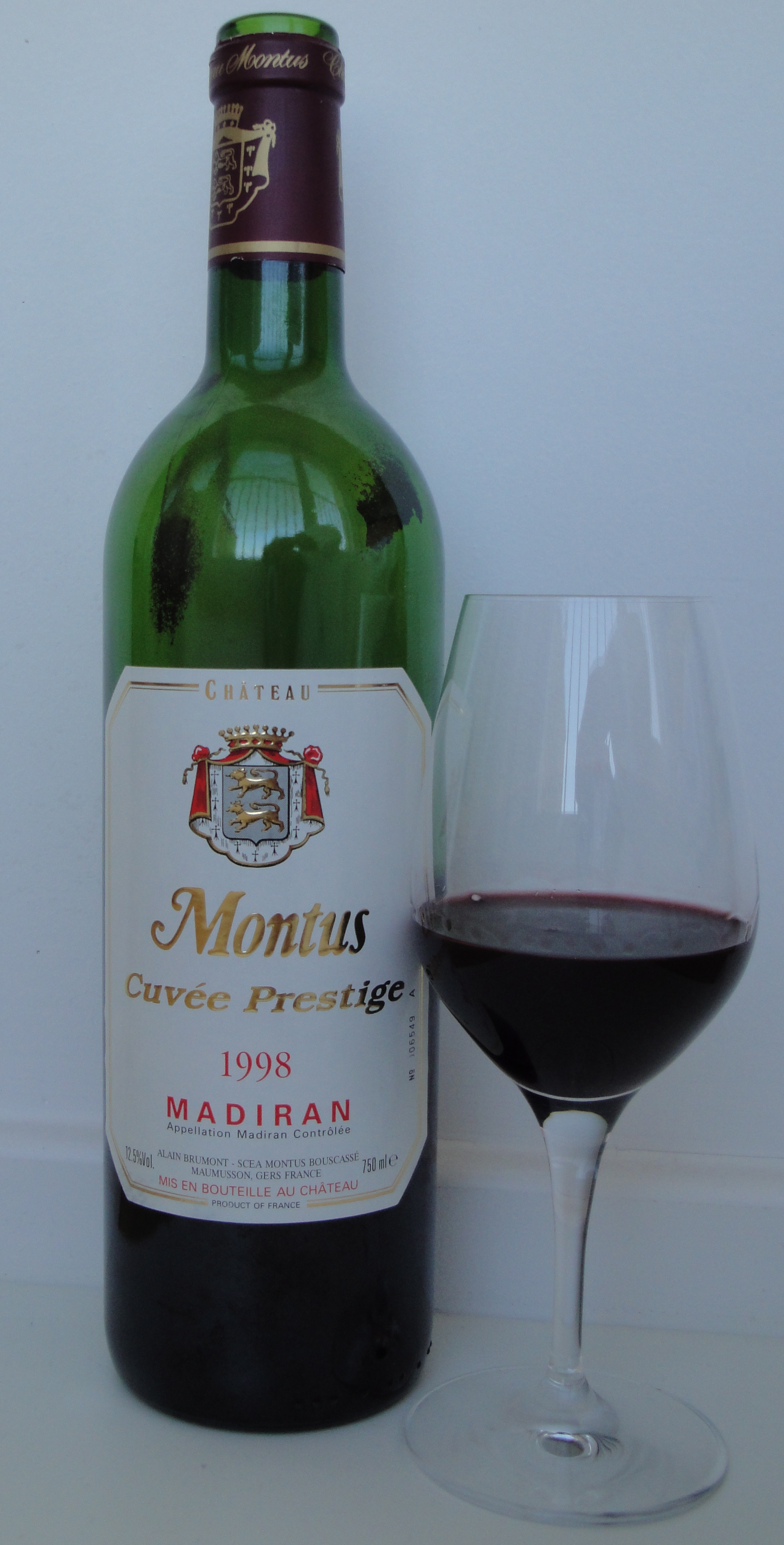
Танна з Мадірану

Танна — дуже темний, насичений сорт за високим вмістом жорстких танінів. Вина з чистого Танна мають темний рубіновий колір, середню кислотність, жорсткі таніни та доволі високий вміст алкоголю. Для пом'якшення цих характеристик винороби Франції змішують Танна з Каберне Совіньйон, Каберне Фран та з іншими місцевим сортами. В Уругваї для тих же цілей вживають Піно Нуар і Мерло. Також використовується технологія мікрооксидації. Уругвайським винам з Танна властиві більш м'які таніни та більш насичені фруктові аромати.
З Танна у Франції виготовляють невелику кількість рожевого вина. Для цього у винарні проводять дуже швидку фільтрацію мусту аби мінімізувати контакт соку зі шкірою ягід. Уругвайські виробники використовують сорт для широкого спектра вин від рожевих до кріплених.
Завдяки танінам Танна здатні до витримки протягом багатьох років.
Смакові та ароматичні характеристики:
- класичні аромати Танна — малина, чорниця, чорний перець
- у теплих кліматах (Уругвай): ожина
- після витримки: шкіра, більш м'які таніни та складні фруктові аромати.

## Кулінарні комбінації
Таніний Танна добре пасує до страв зі смаженого м'яса.